# 나카구치촌
나카구치촌(中口村)은 이시카와현 가호쿠군에 있던 촌이다. 현재의 가나자와시의 중부, 호쿠리쿠 본선 가나자와역 북동의 아사노강 건너편에서 호쿠리쿠 자동차도 가나자와 히가시 나들목의 서쪽에 걸친 지역에 해당한다.

## 역사
- 1889년 4월 1일 - 정촌제 시행에 의해 6개 촌의 구역을 가지고 나카구치촌이 성립하였다.
- 1907년 8월 10일 - 고가네촌, 사카이촌, 나카구치촌, 가나가와촌이 합병해 고사카촌이 성립하였다.

## 교통

### 철도
현재는 일본국유철도의 호쿠리쿠선 (현 호쿠리쿠 본선)이 지나가지만 역은 소재하지 않았다.

### 도로
현재는 구촌에 호쿠리쿠 자동차도가 지나가지만 당시엔 미개통

## 참고문헌
- 角川日本地名大辞典 17 石川県